# Bradipodide
Bradipodidele (Bradypodidae) este o familie care cuprinde leneșii, mamifere arboricole, nocturne, filofage, cu mișcări extraordinar de încete și care obișnuiesc să stea agățate de crengi cu spatele în jos. Trăiesc în America Centrală și America de Sud

## Descrierea
Lungime capului + trunchiului 40-77 cm; coada 4,7-9 cm; greutate 2.3-5.5 kg.
Au corpul acoperit cu păr foarte des și lung. Capul lor este scurt și rotund, botul scurt, gâtul se poate răsuci până la 180°, ochii și pavilionul urechii mici, coada scurtă, rudimentară. Picioarele sunt lungi, cele anterioare mai lungi decât cele posterioare. Degetele de la picioare s-au redus la trei și sunt în parte unite prin piele până la gheare. Ghearele de la picioare sunt lungi, foarte puternice, ascuțite și încovoiate ca niște căngi, așa încât animalul poate să stea agățat cu ele de ramuri fără nici o sforțare a mușchilor. În legătură cu această poziție răsturnată, în care obișnuiesc să doarmă, părul lung, des, gros și tare al bradipodidelor are o înclinare ventrodorsală diferită decât la majoritatea mamiferelor. Părul de pe picioare este îndreptat spre trunchi, iar părul de pe trunchi este îndreptat spre spate, permițând astfel scurgerea apei (regiunea unde trăiesc aceștia este foarte abundentă în ploi). Între peri se dezvoltă o mulțime de alge verzi care acoperă corpul animalului și-l ascund perfect printre crengile verzi unde stă adăpostit.
Dinții bradipodidelor sunt reprezentați numai prin 5 măsele simple pe falca superioară și 4-5 pe falca inferioară; măsele sparg gingia înainte de naștere.  Stomacul este format din mai multe camere, dintre care cele anterioare sunt căptușite cu un epiteliu stratificat și cornificat. Mamelele au o poziție pectorală. Emisferele cerebrale a bradipodidelor sunt mici, cu circumvoluții puține și inteligența lor este redusă.

## Biologie
Trăiesc izolate, dar pot comunica între ei prin țipete speciale, ascuțite; în același timp emit și niște ultrasunete care nu sunt percepute de urechea omului.
Bradipodidele stau în poziție normală, agățate cu membrele de crengi și cu spatele în jos, pentru împerechere coboară pe pământ. Sunt excelenți înotători. 
Regimul alimentar este fitofag, se hrănesc cu muguri și frunze de arbori forestieri.

## Sistematica
Familia bradipodidelor cuprinde un singur gen cu 4 specii 
- Bradypus pygmaeus
- Bradypus torquatus
- Bradypus tridactylus
- Bradypus variegatus